# Heteronychus cricetus
Heteronychus cricetus är en skalbaggsart som beskrevs av Hausmann 1807. Heteronychus cricetus ingår i släktet Heteronychus och familjen Dynastidae. Inga underarter finns listade i Catalogue of Life.